# Richard Beuermann
Richard Beuermann, slovenski politik in inženir kemijske tehnologije, * 20. april 1954.

## Življenjepis
25. novembra 1997 je postal nadomestni član (namesto Igorja Bavčarja) 2. državnega zbora Republike Slovenije; v tem mandatu je bil član naslednjih delovnih teles:
- Komisija za volitve, imenovanja in administrativne zadeve (25. november - 17. december 1997),
- Komisija za poslovnik (25. november 1997 - 29. januar 1998),
- Komisija po Zakonu o nezdružljivosti opravljanja javne funkcije s pridobitno dejavnostjo (25. november 1997 - 29. januar 1998),
- Ustavna komisija (od 25. novembra 1997),
- Komisija za poslovnik (od 29. januarja 1998),
- Odbor za zdravstvo, delo, družino in socialno politiko (od 29. januarja 1998) in
- Odbor za kulturo, šolstvo in šport (od 29. januarja 1998).

Na državnozborskih volitvah leta 2011 je kandidiral na listi LDS.